# Präsent (Zeitung)

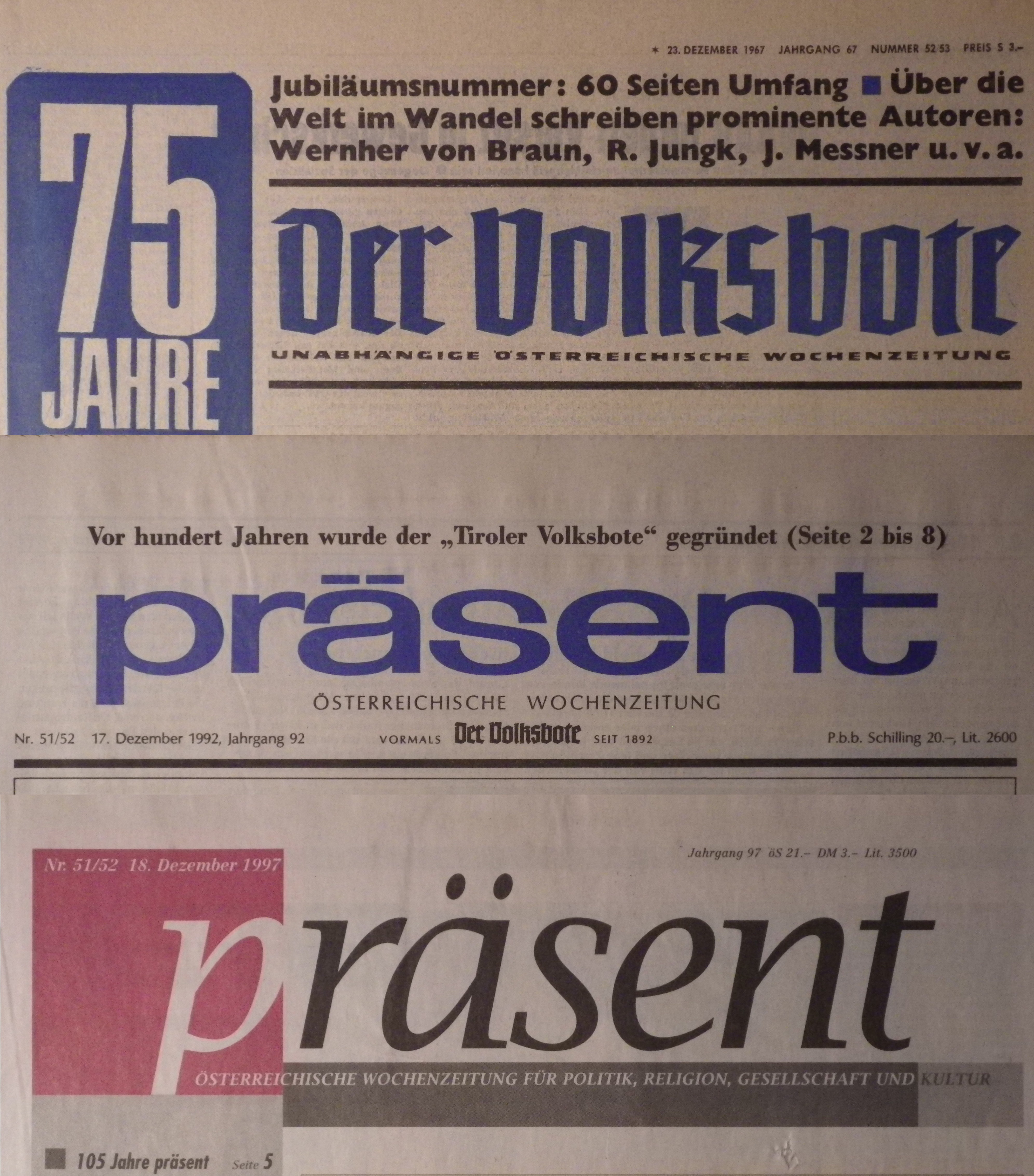
Collage aus den Zeitungsköpfen der Ausgaben 52/53-1967 (75 Jahre), 51/52-1992 (100 Jahre) und 51/52-1997 (die letzte).

präsent, vormals Der Volksbote, war eine österreichische, katholische Wochenzeitung, die von 1946 bis 1997 in Innsbruck erschien. Die Vorläuferzeitung war ab 1892 der Tiroler Volksbote.

## Geschichte

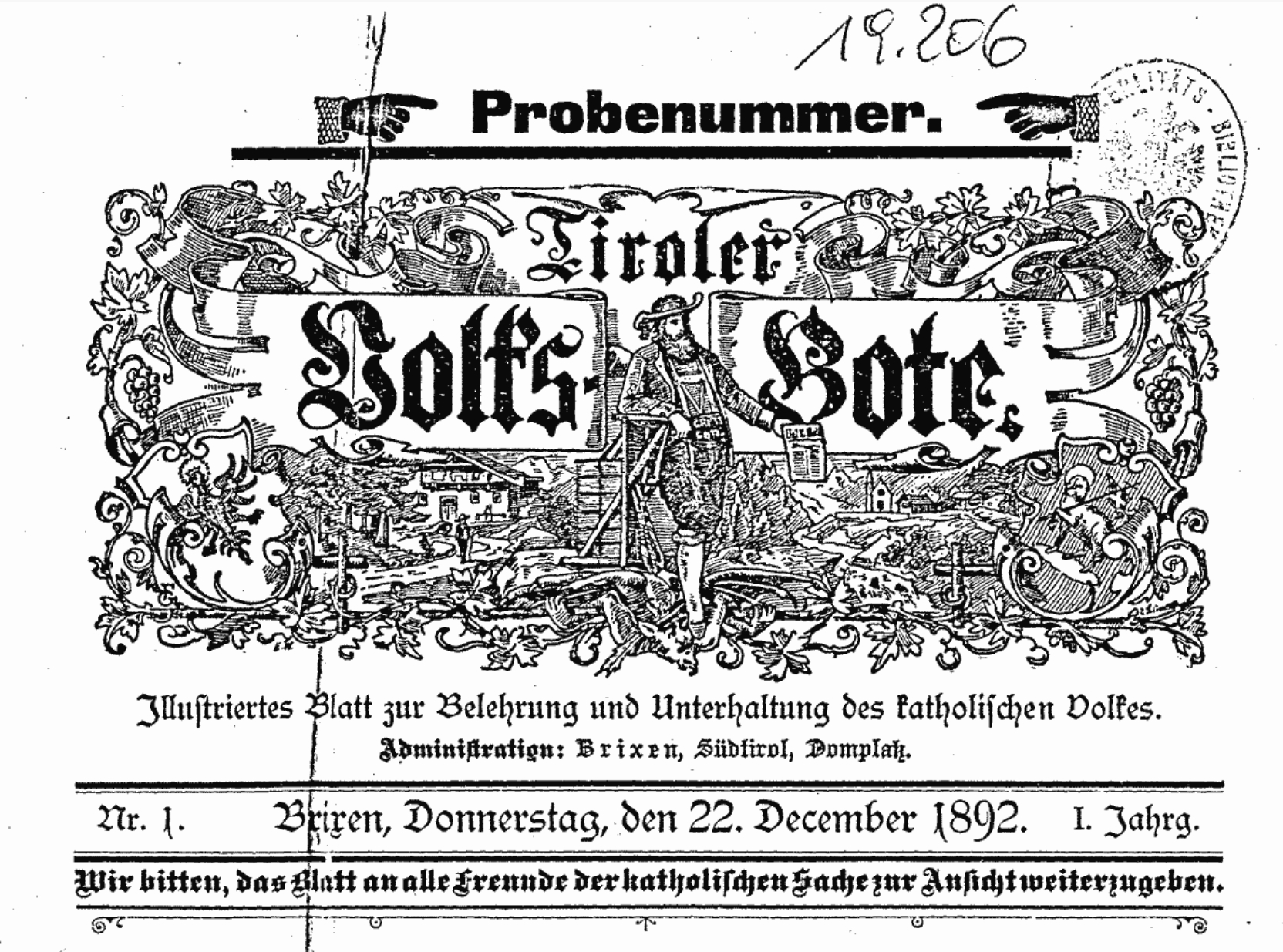
Kopf der ersten Ausgabe des Tiroler Volksboten vom 22. Dezember 1892

Tiroler Volksbote, Der Volksbote und präsent haben eine gemeinsame Publikationsgeschichte von Dezember 1892 bis Dezember 1997, wie die fortlaufende Jahrgangszählung zeigt. Der (Südtiroler) Volksbote aus Bozen ist – mit gleicher Wurzel – ab 1919 eine eigene Zeitung.

### Tiroler Volksbote 1892–1938
Die Anfänge von präsent liegen im heutigen Südtirol. Am 22. Dezember 1892 wurde im Katholisch-politischen Preßverein in Brixen die Probenummer 1, Jahrgang 1 der Zeitung Tiroler Volksbote. Illustriertes Blatt zur Belehrung und Unterhaltung des katholischen Volkes gedruckt und tagsdrauf als Beilage der Brixener Chronik publiziert. Nach dem erfolgreichen Start erschien der Tiroler Volksbote zunächst alle 14 Tage. Im Oktober 1907 wurde der Preßverein durch Fusion zur Verlagsanstalt Tyrolia, welche dann im Oktober 1910 samt Druckerei und Redaktion nach Innsbruck übersiedelte. Im September 1914 wurde auf wöchentliche Erscheinungsweise umgestellt. 1919 verlor die Zeitung einen großen Teil ihres Einzugsgebietes und ihrer Leserschaft an das abgetrennte Südtirol (siehe Exkurs). Der nunmehr österreichische Tiroler Volksbote positionierte sich politisch in der Nähe des christlich-sozialen Lagers und erschien in Tirol bis 10. März 1938, also bis zur Machtergreifung durch den Nationalsozialismus.
Die Redakteure in Brixen und Innsbruck waren: Siegmund Waitz (ab 1892), Sebastian Rieger (ab 1897), Josef Grinner (ab 1925) und Eugen Bischof (ab 1934).

### Exkurs: (Südtiroler) Volksbote
Durch die politische Teilung Tirols nach dem Ersten Weltkrieg mussten auch der Verlag und die Zeitung getrennt werden. So entwickelte sich einerseits in Bozen die Verlagsgruppe Athesia als Schwestergesellschaft der Tyrolia, und so entstand zweitens mit Ersterscheinung am 3. September 1919 eine eigenständige Zeitung mit dem vertrauten Namen Volksbote und mit eigener wechselvoller Geschichte durch Italianisierung und Faschismus. Der Leiter des Blattes in Bozen war Michael Gamper. Der (Südtiroler) Volksbote mutierte in den 1950er-Jahren zum Organ der Südtiroler Volkspartei und erschien in Bozen bis 1995.

### Der Volksbote, später präsent 1946–1997
Während des Zweiten Weltkrieges eingestellt, erschien die Zeitung ab dem 28. Februar 1946 mit bundesweiter Verbreitung unter dem Namen Der Volksbote. Unabhängige österreichische Wochenzeitung mit Redaktionen in Innsbruck und Wien. Mit der Ausgabe vom 11. Oktober 1973 wurden ein neues Layout und ein neuer Name eingeführt: präsent. Österreichische Wochenzeitung für Politik, Religion, Gesellschaft und Kultur. 1994 (Ausgabe vom 14. April) erfolgte eine neuerliche grafische Umgestaltung. Mit der Doppelnummer 51/52 vom 18. Dezember 1997 stellte präsent 105 Jahre nach der Gründung sein Erscheinen ein.
Die Chefredakteure bzw. Redaktionsleiter waren: Leopold Bauerfeind (ab 1946), Benedikt Posch (ab 1948), Hanns Humer (ab 1987), Bernhard Braun (ab 1993) und Paul Muigg (ab 1994). Langjähriger Chefredakteur-Stellvertreter war Helmut L. Demel (1968–1994).

## Sonstiges

### Feiertags-Aktion
Der Volksbote initiierte 1954 eine Unterschriftenaktion, bei der 1,529.480 Menschen dafür eintraten, dass das kirchliche Fest Mariä Empfängnis am 8. Dezember in Österreich zu einem gesetzlichen und arbeitsfreien Feiertag wird. Gestützt auf dieses Votum beschloss der Nationalrat eine Ergänzung des Feiertagsruhegesetzes in diesem Sinne (Bundesgesetz vom 18. November 1955, in Kraft getreten mit 7. Dezember 1955).

### Jahrgangs-Anomalie
Bei 105 Jahren (1892–1997) wären im Erscheinungsverlauf 106 Jahrgänge zu erwarten, tatsächlich sind es 98, nummeriert nur 97. Sieben Jahrgänge (1939–1945) entfielen durch den Zweiten Weltkrieg. Ein weiterer Jahrgang blieb irrtümlich ungezählt: 1921 und 1922 sind jeweils Jahrgang 29. Somit trägt der 98. und zugleich letzte Jahrgang die Nummer 97.